# Poliomintha glabrescens
Poliomintha glabrescens är en kransblommig växtart som beskrevs av Asa Gray. Poliomintha glabrescens ingår i släktet Poliomintha och familjen kransblommiga växter. Inga underarter finns listade i Catalogue of Life.